# 臣扈
臣扈（？—？），商朝大臣，太戊时，臣扈为执政大臣。
商王太戊时执政大臣，太戊任命卿士伊陟、臣扈，辅佐自己治理国家。臣扈和伊陟、巫咸一起辅佐太戊，商朝第一次中興，诸侯归附，太戊故被称为中宗。《尚书》称他与伊尹、伊陟、巫咸、巫贤、甘盘为商六臣。